# 沈維善
沈維善，浙江省紹興府會稽縣人，清朝政治人物、進士出身。
光緒十二年（1886年），参加光緒丙戌科殿試，登進士二甲75名。同年五月，改翰林院庶吉士。光緒十五年四月，散館，著以知县即用。